# Магдалиновский поселковый совет
Магдалиновский поселковый совет (укр. Магдалинівська селищна рада) — входит в состав Магдалиновского района Днепропетровской области Украины.
Административный центр поселкового совета находится в пгт Магдалиновка.

## Населённые пункты совета
- пгт Магдалиновка
- с. Дубравка
- с. Кильчень